# 자기자본이익률
자기자본이익률(return on equity, ROE)이란 기업이 자본을 이용하여 얼마만큼의 이익을 냈는지를 나타내는 지표로, 당기순이익 값을 자본 값으로 나누어 구한다.

## 개념
예를 들어 자본총액이 1억원인 회사가 1000만원의 당기순이익을 냈다면, ROE는 10%가 된다. 즉 ROE란 기업이 자기자본(주주지분)을 활용해 1년간 얼마를 벌어들였는가를 나타낸다.
주의할 점은 자본총액을 시가총액과 혼동해서는 안된다. 자본총액이 1억원인 회사를 주식의 가격으로 따졌을 때 시가총액은 10억원이 될 수도, 100억원이 될 수도 있다. 주식 시장에서 주식이 비싼 값에 거래되면 시가총액은 100억원이 될 수도 있으나, 실제 회사가 보유한 자본 즉 생산설비나 예금 등은 다 합쳐서 1억원인 것이다.

## 다른 지표와의 관계
ROE는 PER, PBR과 함께 회사 가치를 판단하는 가장 중요한 3가지 기준이다. 주식투자를 할 때 회사 가치를 분석하는 가장 중요한 지표가 된다.
ROE = (당기순이익 / 자본총액) × 100
PBR = 현재주가 / 주당순자산 (BPS)
PER = 현재주가 / 주당순이익 (EPS)
따라서 다음도 성립한다.
ROE = (EPS / BPS) × 100
ROE = (PBR / PER) × 100
이들 셋을 비교하면, ROE는 성장성이 얼마나 큰가를, PBR은 자본 대비 얼마나 주가가 고평가되었는가, PER은 수익성 대비 주가를 나타낸다.

### ROE
예를 들어 자본총액 1억 원인 회사가 1년에 5천만 원을 벌어들다면, ROE는 50%가 된다 즉 1억 원의 생산설비와 자본금 등을 활용하여 1년에 5천만 원을 벌어들이고, 1년 후는 총 자본이 1억5천만원이 된다. 만일 이듬해에도 ROE를 50%로 유지하려면, 그 1억 5천만 원의 그 50%인 7천 5백만 원을 벌어들여야 하고, 그 다음 해의 자본총액은 2억2500만원이 된다. 이처럼 ROE는 회사자본이 복리로 성장하는 비율을 나타내므로, 성장성을 나타내는 지표가 된다.

### PBR
PBR(주가순자산비율  Price-to-Book Ratio)은 자본총액에 비해 시가총액이 얼마나 고평가 되었는가를 나타낸다. 예를 들어 앞의 자본총액 1억원인 회사가, 수익성이 높은 관계로 주가가 높게 형성되어 시가총액이 100억원이라면, 만일 회사를 지금 당장 처분하고 주주들에게 회사의 자산을 모두 분배할 경우 고작 주가의 1/100밖에 돌아가지 않게 된다. 이는 실제 자산 가치보다 주가가 고평가되어 있다는 의미로, 얼마나 고평가 되었는가를 PBR이 말해준다.

### PER
PER(주가수익률 Price Earnings Ratio)은 이익에 대비해 주가가 얼마나 높게 형성되었는가를 말해준다. 앞의 회사는 시가총액 100억원인데 1년에 5천만원을 벌어들이므로, PER은 200으로 지나치게 주가가 높게 형성된 것이다. 즉 주가에 비해 수익성이 미미한 것이다.

## 투자에 이용하는 법
ROE는 높을수록 좋은 회사라 볼 수 있으며, 최소한 시중금리보다 높아야 투자가치가 있는 회사라고 볼 수 있다. 시중금리보다 낮으면 회사에 투자하는 대신 은행에 예금하는 것이 더 낫기 때문이다.
워런 버핏은 가치투자의 기준 중 하나로 ROE를 지목하였으며, ROE가 최근 3년간 15% 이상인 회사라면 투자할만 하다고 말했다.
가치투자의 기준 중의 하나로, ROE가 높으면서 PBR이 낮은 기업에 투자하는 방식이 알려져 있는데, 이는 단순히 PER이 저평가된 기업에 투자하는 것과 동일하다.

## 참고 문헌
- 네이버 지식백과 - 시사상식사전, 박문각
- 두산백과